# Katarzyna Sobczyk
Kazimiera Sobczyk (sinh ngày 21 tháng 2 năm 1945 - mất ngày 28 tháng 7 năm 2010), nghệ danh: Katarzyna Sobczyk, là một ca sĩ và diễn viên người Ba Lan.

## Sự nghiệp
Katarzyna Sobczyk ra mắt vào năm 1961 tại Koszalin với tư cách là ca sĩ của nhóm nhạc nghiệp dư Biało-Zieloni. Hai năm sau, bà thành công tại Liên hoan tài năng trẻ lần thứ 2 ở Szczecin. Từ năm 1964 đến năm 1972, bà biểu diễn với ban nhạc Czerwono-Czarni, và sau đó là ban nhạc Wiatraki. Tại Liên hoan quốc gia về bài hát Ba Lan ở Opole năm 1965, bà đạt giải nhất hạng mục Bài hát được yêu thích cho bài hát Nie wiem czy warto.
Sobczyk nổi tiếng với các vai diễn trong các bộ phim "Television Theater" (1953), "O rany, nic sie nie stalo" (1987) và "Bad Luck Good Love" (2018).